# علم ماديرا
اُعتُمِد علم جزر ماديرا الحالي في 28 تموز - يوليو من سنة 1978. يتكون علم أرخبيل ماديرا من ثلاثة ألوان الرأسية أزرق-أصفر-أزرق مع صليب فرسان الهيكل باللونين الأحمر والأبيض.
يمثل اللون الأزرق النبل والجمال والصفاء ويمثل الأصفر اعتدال مناخ الأرخبيل ويرمز إلى الثروة والقوة والإيمان والنقاء والثبات. يشير صليب فرسان الهيكل إلى مكتشفي الجزيرة جواو غونسالفيش زاركو وتريستاو فاز تيشيرا من فرسان السيد الأكبر لفرسان الهيكل في البرتغال هنري الملاح ورمز لاتصال الجزيرة بالجمهورية البرتغالية. وقد زعم الكثيرون أن تصميمه مستوحى من علم جبهة تحرير أرخبيل ماديرا المنحلة الآن.